# Tóth Gábor (lábtoll-labdázó)
Tóth Gábor (Szolnok, 1982. június 20. –) magyar válogatott lábtoll-labdázó, ötszörös világbajnoki bronzérmes, tizenhatszoros Európa-bajnok, hatvannégyszeres országos bajnok, a lábtoll-labda sportág „Örökös Bajnoka”.

## Pályafutása
Tanulmányait Újszászon a helyi általános iskolában és a helyi gimnáziumban végezte. 2006-ban a Semmelweis Egyetem Testnevelési és Sporttudományi Karán testnevelő tanári, 2008-ban gyógytestnevelő tanári oklevelet szerzett. 2008 óta a Vörösmarty Mihály Általános Iskola testnevelő tanáraként dolgozik. 
Sportolói pályafutása a futással kezdődött, rendszeres résztvevője volt az országos és a helyi futóversenyeknek, majd az olimpiai ötpróba sportágai: a gyalogtúrázás, a kerékpározás, az úszás és a vízitúrázás következett. Duatlonban és triatlonban a gyermek és serdülő korcsoportban az ország legjobbjai közé tartozott. Szabadidejében többször átúszta a Balatont, maratont is futott, sőt kétszer az Ironmant is teljesítette. 
A lábtoll-labdával a sportág kialakulásának kezdetén az Újszászi VVSE klubjában az elsők között ismerkedett meg 1993-ban és kitartó, fáradhatatlan munkával a magyar lábtoll-labdázás nemzetközileg is elismert legeredményesebb versenyzője lett. A versenysport mellett aktív szerepet vállal edzőként az utánpótlás-nevelésben is.

## Legfontosabb eredményei
- 256-szor játszott a magyar válogatottban
- ötszörös világbajnoki bronzérmes
- 16-szor nyert Európa-bajnokságot
- 20-szoros Hungarian Open győztes (kilencszer csapatban, tizenegyszer egyéniben)
- négyszeres German Open győztes, kétszeres French Open és háromszoros Austrian Open győztes
- 64-szer nyert felnőtt országos bajnokságot
- 32-szeres magyar ranglistagyőztes
- 11-szer volt az év játékosa
- 2010-ben kiérdemelte a lábtoll-labda sportág örökös bajnoki címét (ennek a kitüntetésnek a feltétele 25 db megnyert felnőtt országos bajnoki cím)
- Újszász Város Sport Díjasa (2011)
- Magyar Köztársaság Jó Tanuló-Jó Sportolója (2005)
- Jász-Nagykun-Szolnok megye legjobb sportolója (2001)

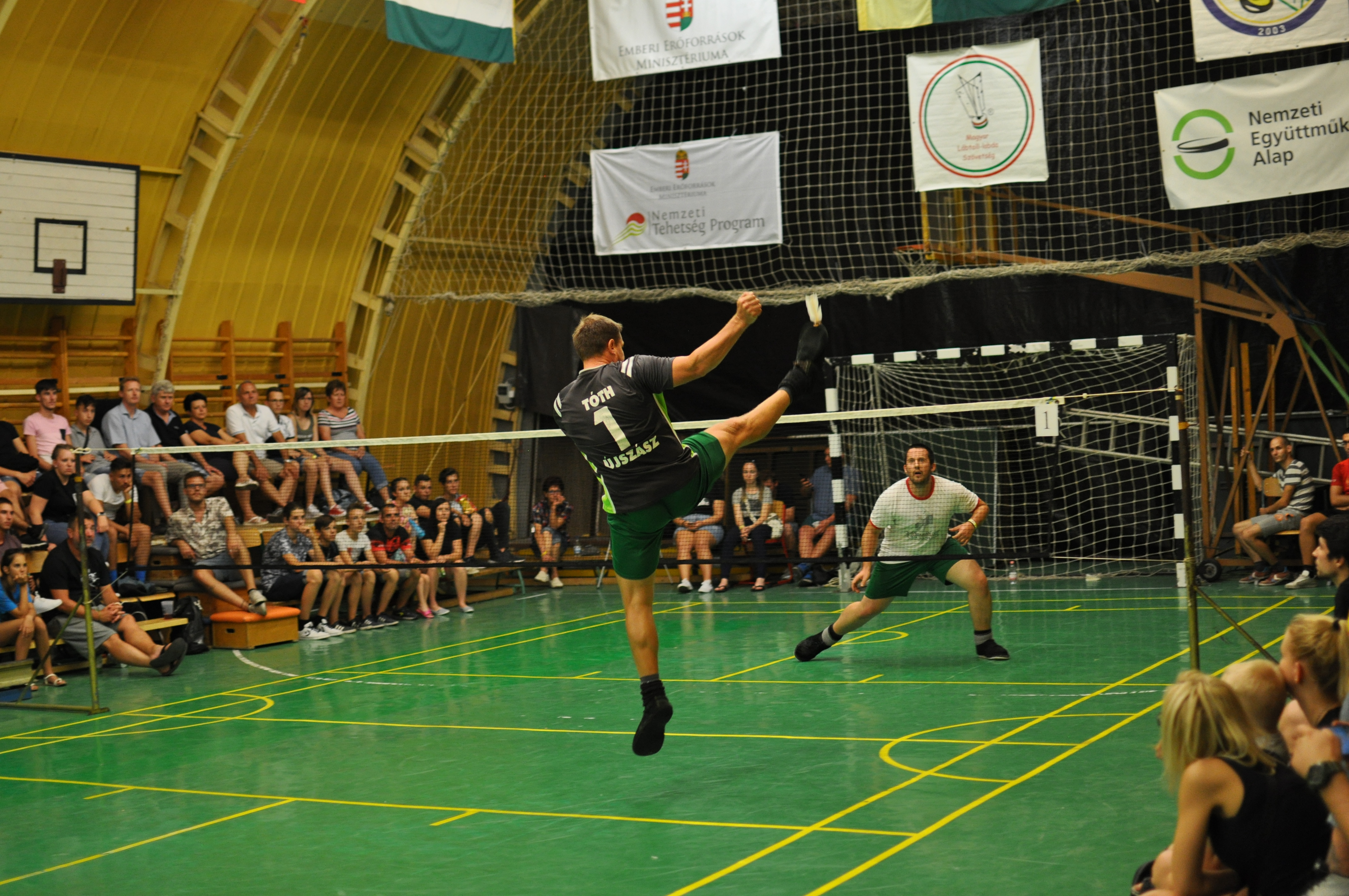
Tóth Gábor a 2019-es Hungarian Open döntőjében